# Kościół Matki Bożej Bolesnej w Kędzierzynie-Koźlu
Kościół Matki Bożej Bolesnej w Kędzierzynie-Koźlu – rzymskokatolicki kościół parafialny w Kędzierzynie-Koźlu, w województwie opolskim. Należy do dekanatu Kędzierzyn diecezji opolskiej. Mieści się przy ulicy Kłodnickiej, w dzielnicy Kłodnica.

## Historia i architektura
Jest to budowla wzniesiona w stylu eklektycznym w 1928 roku. Posiada konstrukcję żelbetową. Jest to bazylika o trzech nawach. Świątynia zbudowana na planie prostokąta, od zachodu znajduje się kwadratowa wieża, od wschodu – niewyodrębnione w rzucie wielokątne prezbiterium. Dachy kościoła są pokryte blachówką ceramiczną, natomiast wieża – blachą. Mury świątyni nie są otynkowane, posiadają fakturę w formie poziomego deskowania. W nawie głównej mieści się sklepienie kolebkowe, podparte przez gurty. Na sklepieniu można zobaczyć dekorację stiukową z motywami gwiaździstymi i sieciowymi. Natomiast w nawach bocznych znajdują się stropy ozdobione dekoracją sieciową.

## Organy
Organy wybudowała firma Rieger z Karniowa jako opus 2722. Zbudowane wg projektu proboszcza kłodnickiego ks. Józefa Maruskiego. Oddane do użytku 15 października 1936 roku. Odbioru dokonał Heinz Schnitz. Instrument posiada dwa manuały. Jego kontuar jest oddalony od prospektu o ok. 1,5 m, skierowany lewym bokiem ku szafie organowej.
Dyspozycja instrumentu:
| Manuał I              | Manuał II               | Pedał                 |
| --------------------- | ----------------------- | --------------------- |
| Harfe*                | 1. Schwebend Aeoline 8' | 1. Liebl. Posaune 16' |
| 1. Trompete 8'        | 2. Liebl. Gedackt 8'    | 2. Choralbass 4'      |
| 2. Quintatön 16'      | 3. Holzflöte 8'         | 3. Prinzipalbass 8'   |
| 3. Mixtur 5 fach      | 4. Viola di Gamba 8'    | 4. Bassflöte 8'       |
| 4. Octavin 2'         | 5. Nachthorn gedackt 4' | 5. Subbass 16'        |
| 5. Gems-Quinte 2 2/3' | 6. Ital. Prinzipal 4'   | 6. Sanftbass 16' **   |
| 6. Octave 4'          | 7. Quintflöte 2 2/3'    |                       |
| 7. Rohrflöte 4'       | 8. Sifflöte 2'          |                       |
| 8. Prinzipal 8'       | 9. Terz 1 3/5'          |                       |
| 9. Salicet 8'         | 10. Cymbel 3 fach       |                       |
|                       | 11. Oboe 8'             |                       |
|                       | 12. Rankett 16'         |                       |